# Martragny
Martragny is een plaats en voormalige gemeente in het Franse departement Calvados in de regio Normandië en telt 325 inwoners (1999). De plaats maakt deel uit van het arrondissement Caen.

## Geschiedenis
Martragny maakte tot 22 maart 2015 deel uit van het kanton Creully. Op deze dag werd het kanton opgeheven en verdeeld over een aantal al bestaande en nieuw opgerichte kantons. Martragny werd opgenomen in het nieuwe kanton Bretteville-l'Orgueilleuse. Op 1 januari 2017 fuseerde de gemeente met Coulombs, Cully, Martragny en Rucqueville tot de commune nouvelle Moulins en Bessin, waarvan Martragny de hoofdplaats werd.

## Geografie
De oppervlakte van Martragny bedraagt 3,7 km², de bevolkingsdichtheid is 87,8 inwoners per km².
De onderstaande kaart toont de ligging van Martragny met de belangrijkste infrastructuur en aangrenzende gemeenten.

## Demografie
Onderstaande figuur toont het verloop van het inwonertal (bron: INSEE-tellingen).
Vanwege een beveiligingsprobleem met de MediaWiki Graph-software is het momenteel niet mogelijk deze grafiek weer te geven. Zodra de software is bijgewerkt zal de grafiek vanzelf weer zichtbaar worden.
Coulombs · Cully · Martragny · Rucqueville